# Neokatastrofizm

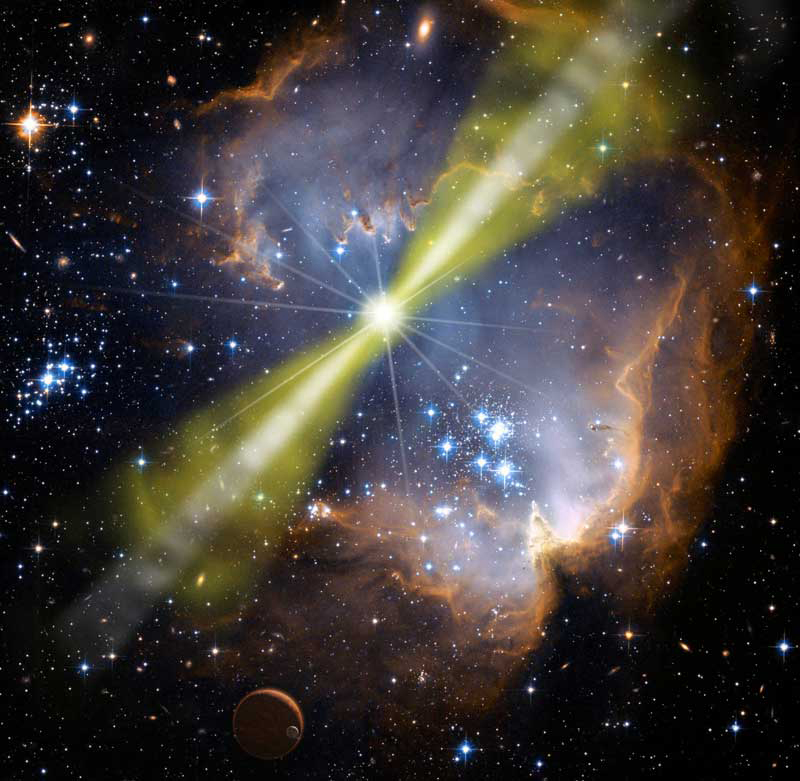
Rozbłysk gamma może wpływać na powstanie inteligentnego życia

Neokatastrofizm (gr. νέος neos 'nowy' i katastrofizm) – hipoteza, wedle której wydarzenia niszczące życie, jak rozbłysk gamma, działają jako galaktyczny mechanizm regulacyjny w obrębie Drogi Mlecznej, wpływając na pojawienie się złożonego życia w ekosferze. Zaproponowano ją jako wyjaśnienie paradoksu Fermiego, jako że proponuje mechanizm, który mógłby opóźniać inne spodziewane powstawanie istot myślących w lokalnej galaktyce w okolicy Ziemi. W ten sposób wyjaśnia się, dlaczego ludzkość jeszcze ich nie wykryła.

## Problem
Szacuje się, że planety przypominające Ziemię w Drodze Mlecznej zaczęły tworzyć się 9 miliardów lat temu. Mediana ich wieku wynosi 6,4 ± 0,7 miliarda lat. Co więcej, 75% gwiazd w galaktycznej ekosferze jest starszych od słońca. Czyni to istnienie potencjalnych planet, na których wyewoluowało inteligentne życie, bardziej prawdopodobnym, niż to, że nie byłyby starszymi od Ziemi liczącej sobie 4,54 miliarda lat. Spowodowało to powstanie dylematu obserwacyjnego, bowiem podróże międzygwiezdne (nawet powolnego rodzaju, który znajduje się prawie w zasięgu współczesnej technologii ziemskiej) mogłyby teoretycznie, jeśli doszłoby gdzieś do nich, zabrać od 5 do 50 milionów lat na kolonizację galaktyki. Prowadzi to do zagadki postawionej po raz pierwszy w 1950 przez fizyka Enrica Fermiego, od którego nazwiska nazwano paradoks: dlaczego nie ma tutaj fizycznie obcych ani ich artefaktów?.

## Wyjaśnienie neokatastroficzne
Ewolucja astrobiologiczna stanowi przedmiot regulacji mechanizmów zatrzymujących bądź odwlekających powstanie złożonych istnień zdolnych do komunikacji międzygwiezdnych i technologii umożliwiających takie podróże. Mechanizmy te działają poprzez czasową sterylizację planet ekosfery. Najważniejszym z zaproponowanych mechaznimów regulacyjnych opiera się o rozbłyski gamma.
Częścią hipotezy neokatastroficznej jest założenie, że ewolucja gwiazd tworzy malejącą sekwencję takich katastrof, zwiększając długość „okna”, podczas którego inteligentne życie może powstać wraz ze starzeniem się galaktyki. Zgodnie z modelowaniem stwarza to możliwość przejścia fazowego: po przekroczeniu pewnego punktu galaktyka z miejsca zasadniczo pozbawionego życia z nielicznymi wysepkami prostego życia staje się wręcz zatłoczona złożonymi formami życia.